# Pier Antonio Mezzastris
Pier Antonio Mezzastris (anche Pierantonio) (Foligno, 1430 ca. – Foligno, 1506) è stato un pittore italiano.

## Biografia

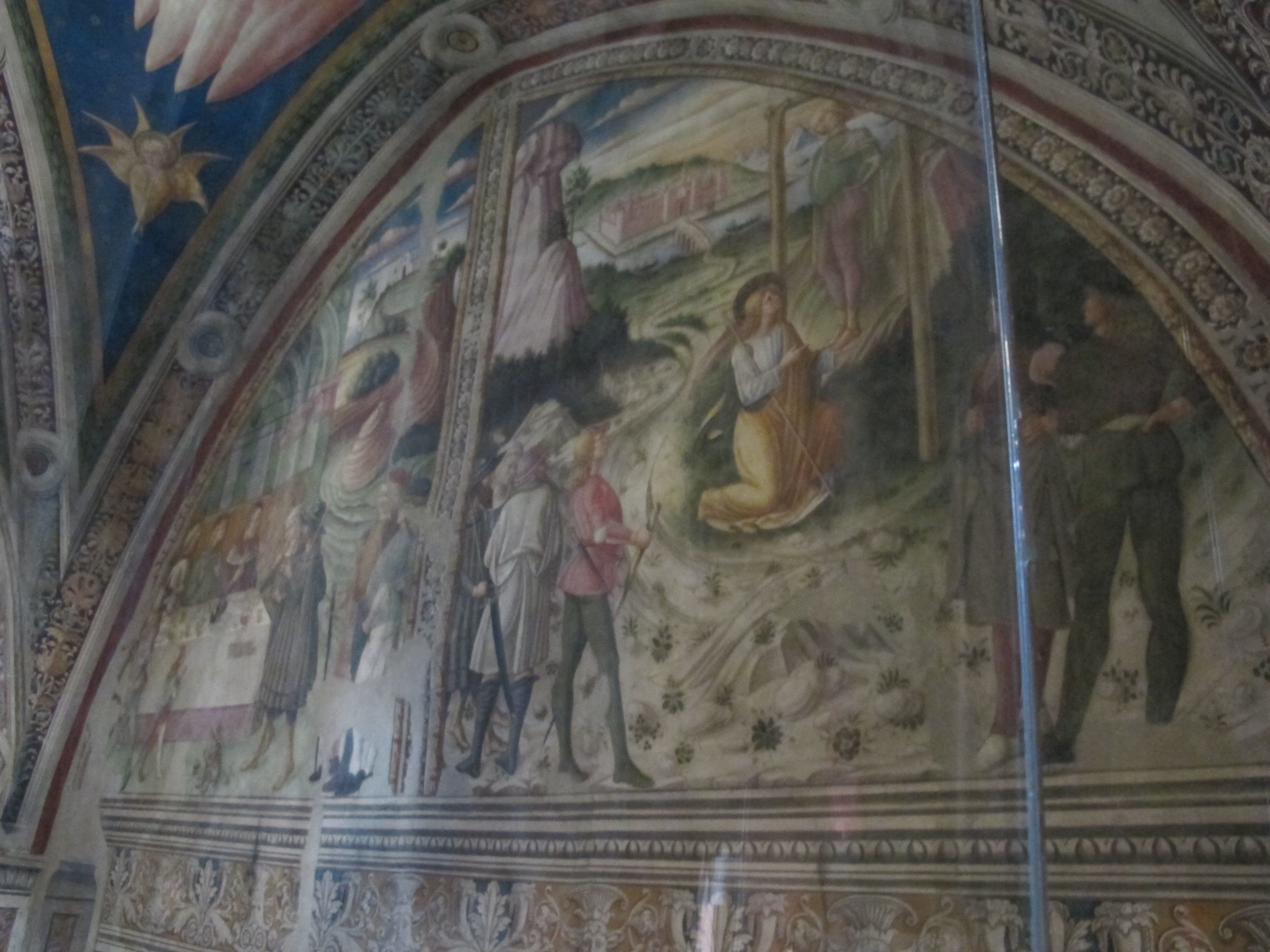
Affreschi nell'Oratorio dei Pellegrini, Assisi

Figlio di Andrea di Pietro e di Angelina, nacque a Foligno intorno alla prima metà del Quattrocento da una famiglia di artisti. Quando la sorella primogenita Onofria, sposata con Bartolomeo di Tommaso, morì a soli venti anni nel 1447, ne prese in carico i figli, Isotta e Polidoro; quest'ultimo diverrà a sua volta pittore, documentato fino al 1481.
Mezzastris fu un pittore e decoratore che lavorò su soggetti di genere sacro, svolgendo attività prevalentemente nella città natale e nelle zone limitrofe.
Dotato di abilità tecnica, sensibilità ed eleganza, nel suo stile si ispirò alle opere di Benozzo Gozzoli, con influenze di altri famosi maestri contemporanei, come il Beato Angelico, Masolino da Panicale e Paolo Uccello.
Ad Assisi, dove nove anni prima aveva lavorato Matteo da Gualdo, dipinse sulle pareti dell’oratorio dell’ospedale dei Pellegrini le Storie dei ss. Antonio Abate e Giacomo, che costituiscono forse la sua opera di maggior rilievo artistico.
Non deve essere confuso con il figlio Bernardino Mezzastris, modesto artista che fu suo collaboratore ed erede della bottega.

### Opere

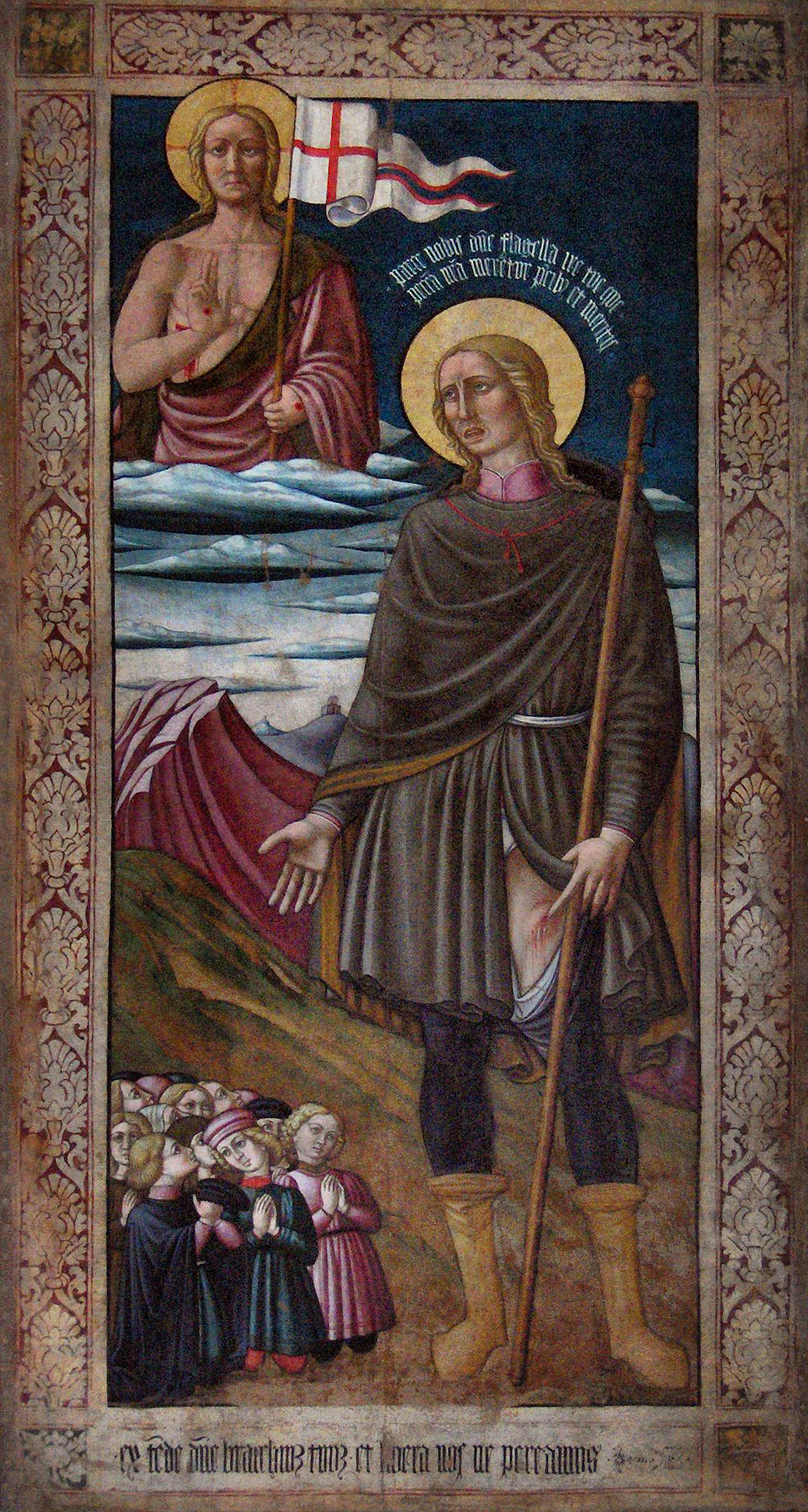
San Rocco e i committenti, 1480 ca.

#### Foligno
- - Madonna con Santi, 1486, con altri affreschi staccati, ora nella Pinacoteca Civica,
  - Grande affresco monocromo nella chiesa di San Domenico
  - Madonna e Bambino con Santa Lucia e Santa Chiara, affresco, 1471, monastero di Santa Lucia
  - San Rocco, chiesa di Santa Maria infra Portas
  - Madonna e Bambino con due sante, affresco, monastero di Sant'Anna
  - Madonna e Bambino con angeli, santi e sibille, chiesa della Madonna della Fiamenga
  - Affreschi, chiesa di Santa Maria in Campis, 2 km da Foligno
  - Madonna e santi, affreschi, chiesa di Vescia, 5 km da Foligno

#### Altre località
- - Oratorio dei Pellegrini: affreschi sulla volta, raffiguranti i Dottori della Chiesa; sui muri, affreschi di Sant'Antonio abate che benedice i cammelli e i Miracoli di San Giacomo; Assisi
  - Crocifissione, 1482, convento di San Damiano; Assisi
  - Madonna che adora il Bambino, con San Francesco e Sant'Antonio da Padova, chiesa di San Martino; Trevi
  - Affreschi nella cappella di Sant'Antonio della chiesa di San Francesco; Montefalco
  - Storie di s. Francesco e di s. Bernardino e due scene dalla vita di San Benedetto, chiesa di San Francesco; Narni

### Opere attribuite
- San Francesco riceve le stigmate; monastero di Santa Anna, Foligno
- San Francesco riceve le stigmate; chiesa di San Girolamo, Spello
- Crucifissione, affresco danneggiato; chiesa di San Vincenzo, Bevagna
- Madonna e Bambino con angeli; chiesa di Sant'Agostino, Montefalco
- Deposizione; Duomo di Narni
- San Rocco con il Salvatore e committenti (circa 1480), chiesa di San Giacomo; Foligno